# Seraphim von Athen

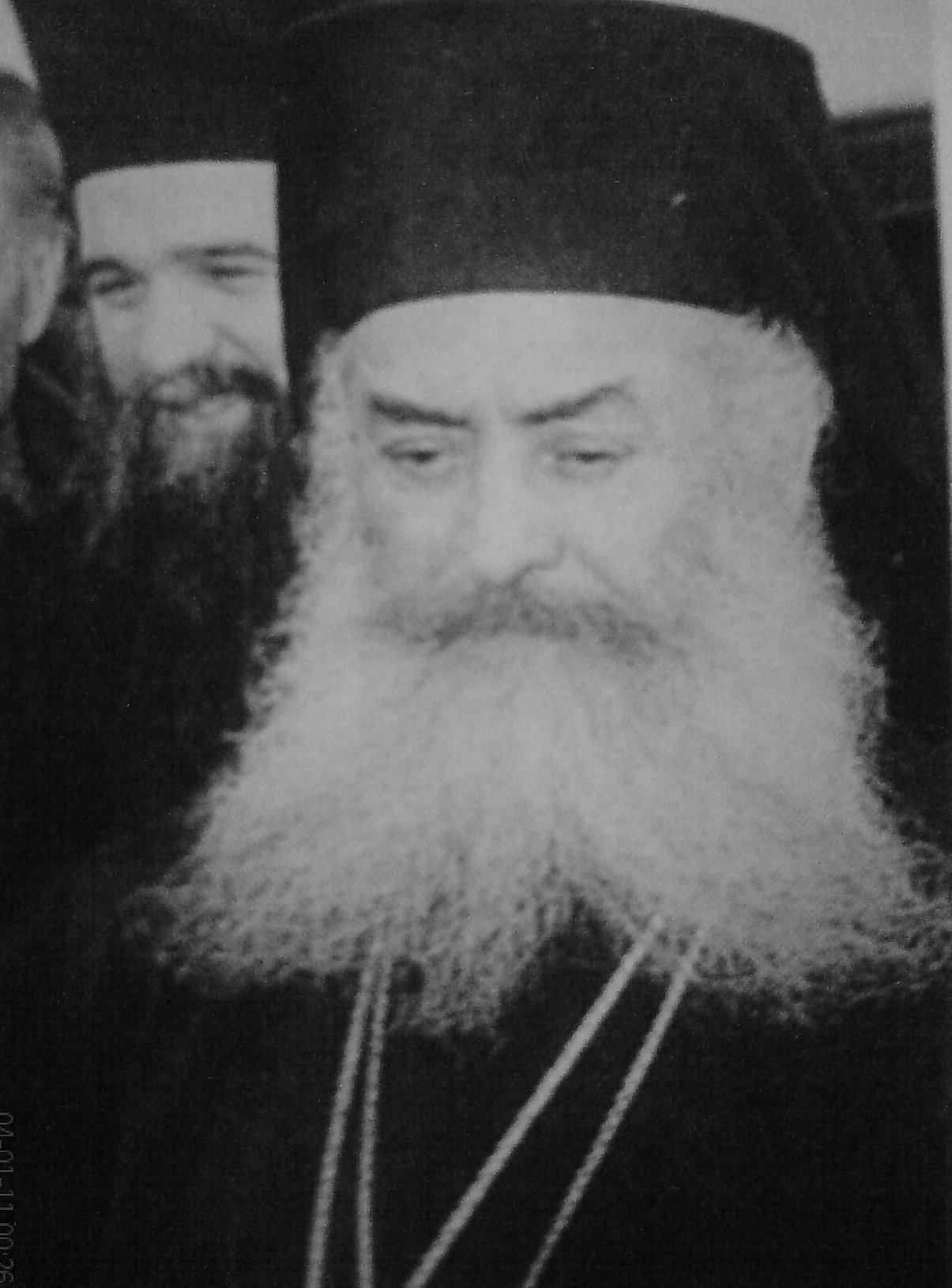
Seraphim von Athen

Seraphim von Athen (eigentlich  Vissarion Tikas, * 26. Oktober 1913 in Artesianon; † 10. April 1998 in Athen) war ein griechisch-orthodoxer Geistlicher und Erzbischof von Athen und ganz Griechenland.

## Leben und Werk
Seraphim von Athen wurde 1938 zum Diakon und 1942 zum Priester geweiht. Von 1949 bis 1958 wirkte er als Metropolit von Arta und von 1958 bis 1974 als Metropolit von Ioannina. Nach der Abdankung von Erzbischof Hieronymos Kotsonis wurde Seraphim 1974, begünstigt durch die instabile politische Lage sowie durch Zerwürfnisse innerhalb der Hierarchie, zum Erzbischof von Athen und somit leitendem Bischof der Kirche von Griechenland ernannt.
Seraphim von Athen hatte als Priester aktiv am griechischen Befreiungskampf gegen die deutsche Besatzung teilgenommen. Als Metropolit entfaltete er eine umfangreiche soziale Tätigkeit. Als Erzbischof trug er durch seine Persönlichkeit entscheidend zur Normalisierung des Verhältnisses zwischen Kirche und Staat bei. Er verhalf der Kirche dabei zu einem höheren Maß an Selbstbestimmung.